# Зчеплене зі статтю успадкування
Зчеплене зі статтю успадкування — успадкування ознак, що визначаються генами статевих хромосом. Характеризується відхиленням від стандартних менделівських закономірностей успадкування, зокрема спостерігається різне розщеплення у потомства чоловічої і жіночої статі.
При визначенні статі за типом XY (XX — самиця (гомогаметна стать), XY — самець (гетерогаментна стать) існують три групи генів статевих хромосом, які успадковуються по-різному: гени розташовані тільки в X-хромосомі, гени розташовані тільки в Y-хромосомі, і гени наявні в обидвох статевих хромосомах. «Зчепленими зі статтю» переважно називають тільки локуси виключно X-хромосоми; розташовані тільки в Y-хромосомі гени називають Y-зчепленими, а ознаки, які вони контролюють, — голандричними (тобто наявними тільки у самців). Гомологічні ділянки X- і Y-хромосом, а також і гени розташовані в них, позначають терміном псевдоавтосомні, оскільки вони успадковуються так само як і звичайні автосомні гени.

## Історія дослідження

Схема проведених Морганом схрещувань, що демонструють успадкування зчепленої зі статтю ознаки у D. melanogaster — білоокості

Закономірності успадкування деяких зчеплених зі статтю ознак були відомі людям ще у донаукові часи. Наприклад, у Талмуді описані випадки, в яких хлопчикам не слід робити обрізання через те, що вони можуть страждати гемофілією, імовірність цього правильно оцінювалась на основі інформації про захворюваність на гемофілію у їхній родині. Наприклад, рекомендувалось не робити обрізання синам жінки, син сестри якої мав неспинну кровотечу внаслідок цієї процедури.
Успадкування зчеплене зі статтю відкрив Томас Морган 1910 року, досліджуючи успадкування білоокості у плодової мушки Drosophila melanogaster. Мухи дикого типу мають червоні очі (алель позначається w+). Моргану вдалось отримати самця із мутацією white, що проявлялась у білому забарвленні очей (w). Цього самця він схрестив із самицею дикого типу, і у першому поколінні (F1) отримав усе потомство з червоними очима, як і передбачалось згідно із першим законом Менделя. Проте у другому поколінні (F2), отриманому внаслідок схрещування особин F1 між собою, розщеплення ознак відбулось нерівномірно у різних статей: всі самиці були червоноокими, в той час як половина самців мали фенотип дикого типу, а половина були білоокими. Із цих та інших експериментальних даних був зроблений висновок, що локус, який визначає біле забарвлення очей у плодової мушки розташований в X-хромосомі.

## Закономірності успадкування
Особливості зчепленого зі статтю успадкування пояснюються таким чином: оскільки самиці мають дві X-хромосоми, вони можуть бути гомо- або гетерозиготними за алелями певного X-зчепленого гена. У той же час самці, в яких наявна тільки одна X-хромосома, матимуть тільки одну копію цього гену, що описується терміном гемізигота (префікс гемі- означає «напів»). У такому стані алелі, що визначають рецесивні ознаки, поводитимуться псевдодомінантно, тобто наявність одного такого алелю повністю визначатиме фенотип особини, як у випадку із білоокими самцями плодової мушки.
Успадкування зчеплене зі статтю також відоме як навхресне, через те, що в цьому випадку батько передає ознаку своїм дочкам, а ті — своїм синам. На те, що ознака може бути зчепленою зі статтю, вказує нереципрокність при оберненому схрещуванні. У випадку із успадкуванням мутації white у плодової мушки, якщо батьками були самиця дикого типу і білоокий самець, у F1 всі мухи будуть червоноокими, в F2 всі самиці із фенотипом дикого типу, а серед самців спостерігатиметься розщеплення 1:1. Натомість при схрещуванні білоокої самиці і червоноокого самця, потомство буде іншим: в F1 всі самці матимуть білі очі, а самиці — червоні, у F2 в межах кожної статі розщеплення за фенотипом становитиме 1:1 (Див. рисунок справа).
Аналогічні закономірності успадкування Z-зчеплених ознак спостерігаються в організмів, в яких стать визначається за типом ZW (ZZ — самці (гомогаметна стать), ZW — самиці (гетерогаметна стать)). Наприклад, у курей однією із таких ознак є рябе оперення, що визначається домінантним алелем.

### Встановлення зчепленого зі статтю характеру успадкування на основі родоводів

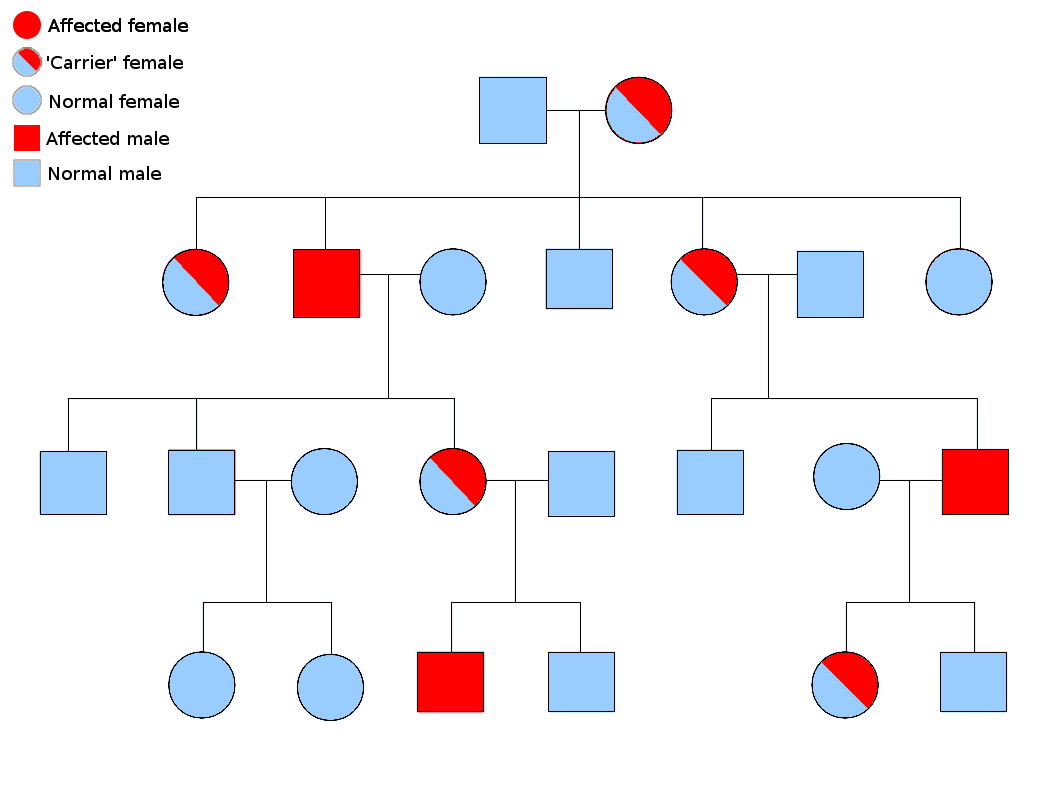
Приклад успадкування зчепленого зі статтю розладу

Оскільки до людських ознак неможливо застосувати гібридологічний метод, характер їх успадкування найчастіше встановлюють використовуючи генеалогічні дослідження. На зчеплене зі статтю рецесивне успадкування вказують такі ознаки:
- Ознака може проявлятись не у кожному поколінні.
- Ознака найчастіше зустрічається у чоловіків.
- Матері чоловіків, у яких проявляється ознака, також мають цю ознаку у фенотипі або є носіями, що підтверджується наявністю батька, братів або дядька по материнській лінії із цією ознакою.
- Батьками жінок, у яких проявляється ознака, повинні бути чоловік і жінка із цією ознакою, або уражений чоловік і жінка-носій.
- Всі сини жінок, у яких проявляється ознака, також мають її у фенотипі.
- У жінок-носіїв приблизно половина синів уражені.

Прикладом генеалогічного дерева, у якому простежується рецесивне, зчеплене зі статтю, успадкування, є родовід англійської королеви Вікторії, яка була носієм цього захворювання, внаслідок спонтанної мутації, що, ймовірно, виникла в гаметі одного з її батьків. Один із її синів — Леопольд, герцог Олбані — хворів на гемофілію, двоє дочок були носіями. Через нащадків королеви Вікторії гемофілія передалась у королівські родини не тільки Великої Британії, а й Іспанії і Росії.
На домінантне, зчеплене зі статтю успадкування, вказують такі закономірності:
- Ознака проявляється у кожному поколінні.
- Всі матері чоловіків, у яких проявляється ознака, також мають її у фенотипі.
- В уражених жінок батько або мати повинні бути ураженими.
- У чоловіка, в якого проявляється ознака, всі дочки також мають її, але жоден син не має.
- У гетерозиготної жінки, що має ознаку, приблизно половина дітей обох статей повинні бути уражені.

## Захворювання людини, що успадковуються зчеплено зі статтю
Загалом у людини існує кілька сотень локусів зчеплених із X-хромосомою. Одним із найбільш відомих розладів, що успадковуються рецесивно зчеплено зі статтю є дальтонізм — нездатність розрізняти червоний і зелений кольори. Виникає внаслідок дефекту у генах X-хромосоми, що визначають розвиток колбочок сітківки, чутливих до цих кольорів. Інший приклад рецесивних зчеплених зі статтю захворювань є гемофілія A і гемофілія B, що проявляється у порушенні зсідання крові. У цьому процесі задіяна велика кількість білків, дефект у будь-якому з них може призвести до неможливості зсідання. Тому крім двох «класичних» форм гемофілії, які успадковуються зчелпено із X-хромосомою, існують також і аутосомні форми. Інші рецесивні, зчеплені зі статтю, хвороби: м'язова дистрофія Дюшена (атрофія м'язів, яка врешті призводить до загибелі пацієнтів до/у віці 20 років); рідкісний синдром нечутливості до андрогенів, внаслідок якого особи зі статевими хромосомами XY розвиваються у зовнішньо нормальних жінок, які проте є неплідними; та багато інших. Відомо значно менше домінантних зчеплених зі статтю розладів, одним із таких є гіпофосфатемія — одна із форм рахіту, нечутлива до вітаміну D.

## Інші типи успадкування пов'язані зі статтю
Стать може впливати на закономірності успадкування не тільки X- чи Y-зчеплених генів. Існують також ознаки обмежені статтю, тобто наявні тільки в особин однієї статі, хоч визначаються автосомними генами, які є у всіх представників виду. У людей такими ознаками є, наприклад, розмір молочних залоз у жінок або розподіл волосся на обличчі у чоловіків. Такі обмежені статтю ознаки як дійність корів і несучість курей важливі для селекційної роботи.
Деякі ознаки, хоч наявні в обох статей, але проявляються значно більше в однієї. Наприклад, алель, що визначає схильність до облисіння, повністю проявляється у чоловіків, а у жінок викликає тільки витоншення волосся.